# Королевский выставочный центр (Мельбурн)
Короле́вский вы́ставочный це́нтр (англ. Royal Exhibition Building) — здание, расположенное в городе Мельбурн, Австралия. Находится в мельбурнском парке Карлтонские сады, который примыкает к северо-восточной окраине Центрального делового района Мельбурна. Это здание было первым в Австралии, которому был присвоен статус объекта Всемирного наследия ЮНЕСКО. Королевский выставочный центр примыкает к зданию Мельбурнского музея и сам по себе является крупнейшим объектом коллекции Музея Виктории.

## История

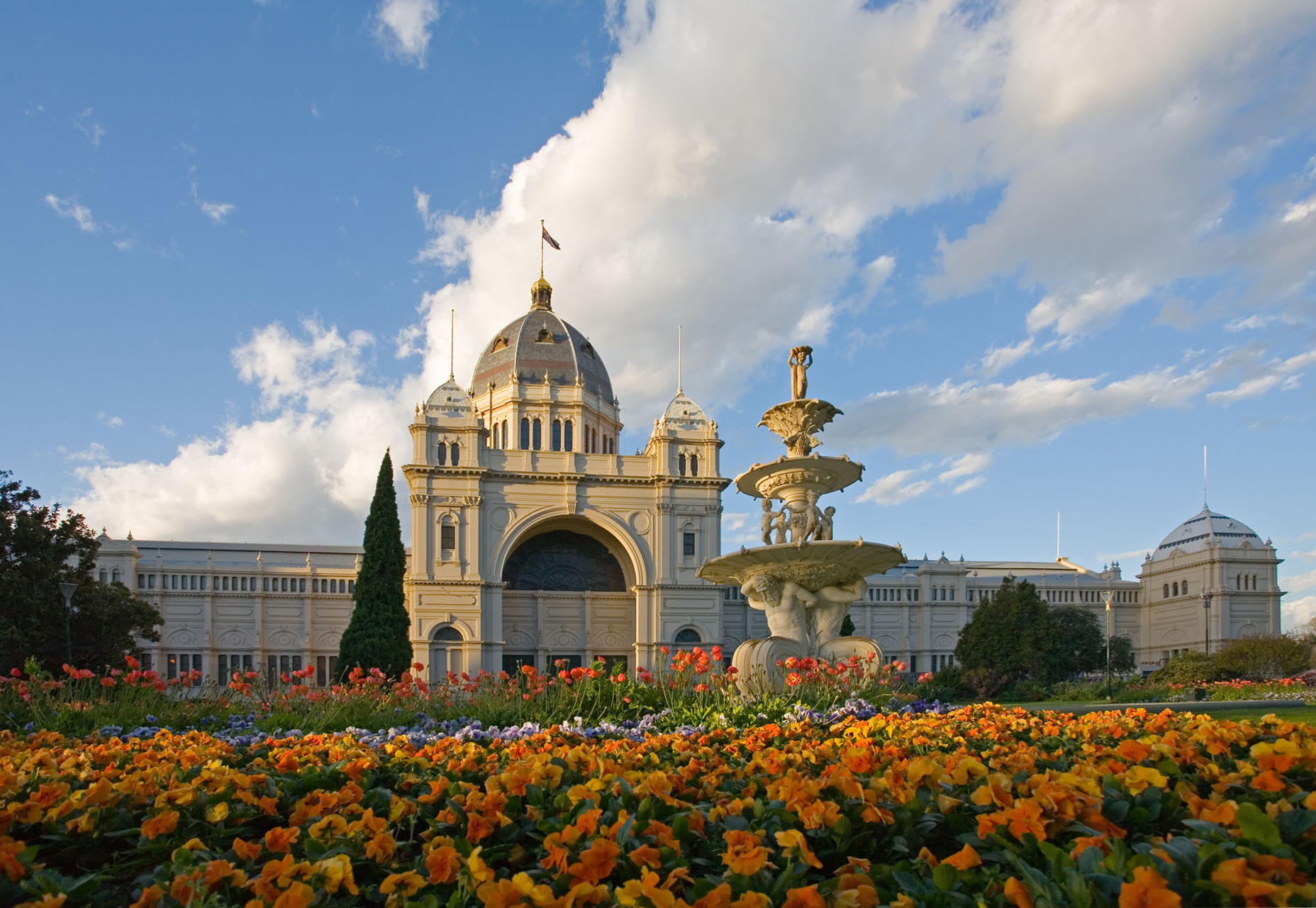
Королевский Выставочный Центр

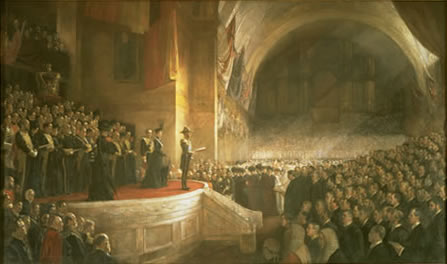
Открытие первого Парламента Австралии 9 мая 1901 года, картина Тома Робертса

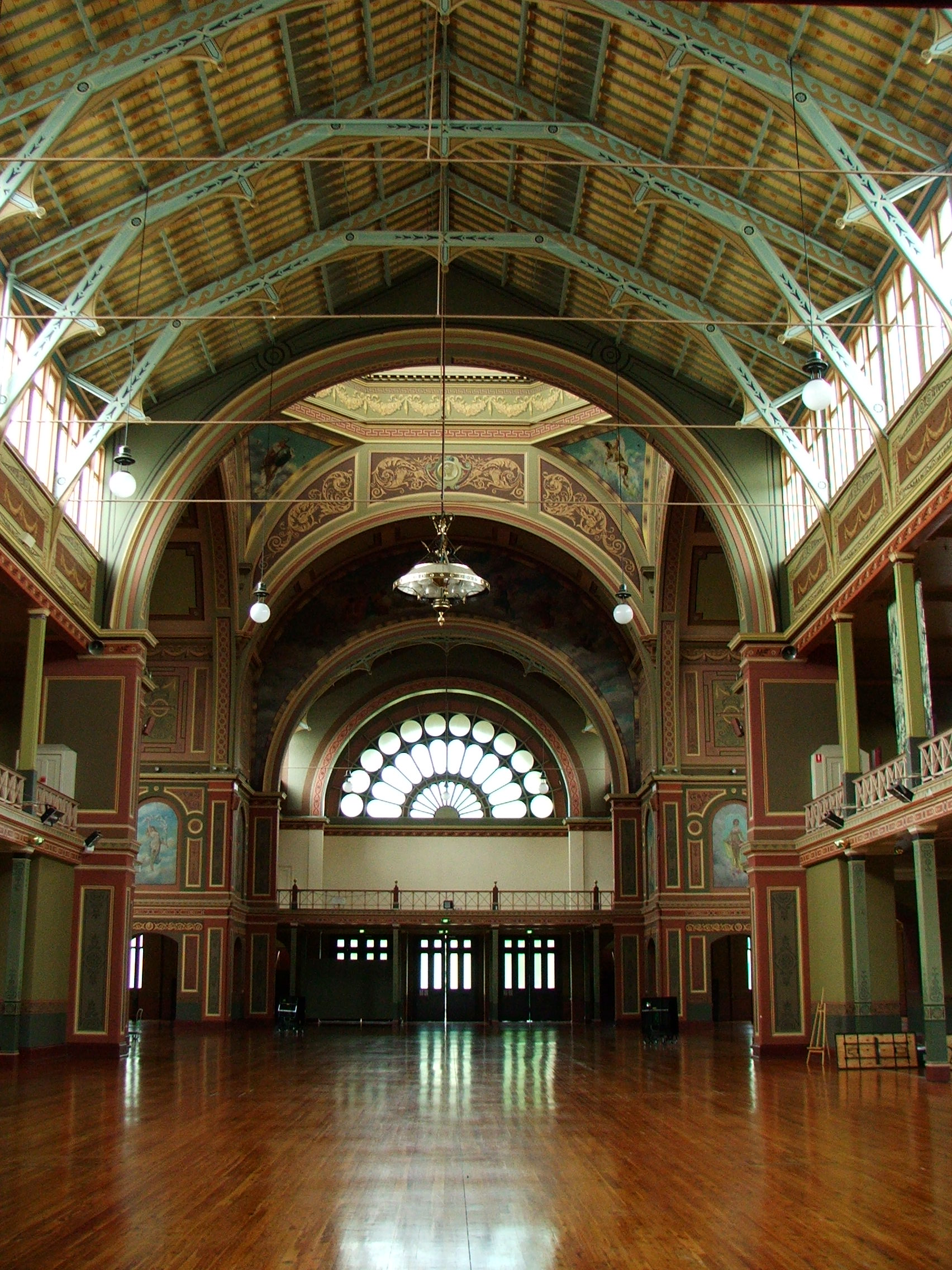
Вид Большого зала Королевского выставочного центра

Здание было спроектировано архитектором Джозефом Ридом, который также был автором Городского зала Мельбурна и Государственной библиотеки Виктории. Строительство Королевского выставочного центра было закончено в 1880 году к открытию Мельбурнской международной выставки. Здание включает в себя Большой зал площадью более 12 000 м² и множество более мелких помещений. Считается, что примером для знаменитого купола здания послужил Кафедральный Собор Флоренции.
Важнейшим событием в истории Королевского выставочного центра стало открытие первого здания Парламента Австралии 9 мая 1901 года и провозглашения независимости Содружества Австралии. После официальной церемонии открытия федеральное правительство переместилось в Здание Парламента Виктории, в то время как правительство Виктории было перенесено в здание Королевского выставочного центра, где оно находилось на протяжении последующих 26 лет.
После этого выставочный центр использовался в различных целях. Благодаря своему декору здание стало известно в 1940-х годах как «Белый слон». В 1950-х годах обсуждались планы по разрушению здания и возведению на его месте новых офисов. Одна из пристроек, в которой тогда располагался Мельбурнский аквариум, сгорела в 1953 году. Большая бальная зала была разобрана в 1979 году. После этого в городе поднялась волна по защите основного здания и преобразования его в музей.
В 1984 году, когда Королева Елизавета II посетила Мельбурн, она присвоила выставочному центру титул «Королевский», что послужило толчком для начала реставрации внутренних помещений здания.
В 1996 году тогдашний премьер-министр Виктории Джефф Кеннет предложил построить новый государственный Мельбурнский музей на прилегающей к зданию площадке. Расположение музея в непосредственной близости к зданию вызвало сильную оппозицию со сторона Лейбористской партии, мэрии Мельбурна и городской общественности. Именно в результате борьбы за сохранение Королевского выставочного центра в первозданном виде родилась идея выдвинуть кандидатуру здания на присвоения статуса Всемирного Наследия ЮНЕСКО. Однако эта идея не получила поддержки вплоть до победы Лейбористской партии на выборах в Виктории в 1999 году.
В 2004 году Королевскому выставочному центру и прилегающему к нему парку был присвоен статус Всемирного Наследия ЮНЕСКО. Он стал первым зданием в Австралии, удостоенным этого статуса.

## Современное использование
Королевский выставочный центр до сих пор используется для проведения различных выставок, таких как ежегодная Международная мельбурнская цветочная выставка. Здесь также проводятся частные экскурсии из Мельбурнского Музея. Выставочный центр используется и для проведения экзаменов такими учебными заведениями как Университет Мельбурна, Королевский Мельбурнский Институт Технологии, Мельбурнская Высшая Школа и Женская Высшая школа МакРобертса.
Однако в последнее время здание не является крупнейшим центром города по проведению выставок и конференций. Центр активности подобного рода сместился во вновь построенный для этих целей Мельбурнский центр выставок и собраний, расположенный на южном берегу реки Ярры.